# Brihovo
Brihovo is een plaats in de gemeente Žakanje in de Kroatische provincie Karlovac. De plaats telt 194 inwoners (2001).